# Библиотека Вавилона. История Аквариума — Том 4
«Библиотека Вавилона. История Аквариума — Том 4» — антология группы «Аквариум», являющаяся четвёртым томом серии «История Аквариума».

## Об альбоме
Представляет собой собрание композиций, созданных, в основном, в 1970-80-е годы (романс А. Вертинского «То, что я должен сказать» написан в 1917 году), некоторые из которых были записаны заново.
Борис Гребенщиков о записи антологии:
На самом деле это — первое, что начал писать Аквариум «второго созыва». У Тита и Рацена была своя студия на Фонтанке, и когда мы стали одной группой, было естественным попытаться использовать её на полную катушку. Для начала решили собрать все, недособранное на «Архиве», а это привело к записи многих, по невозможности в прошлом, незаписанных песен — что заодно служило и пробой группы, как рабочей единицы. (Гребенщиков, Б. Б. Краткий отчет о 16-годах звукозаписи. 1997)
Диск был впервые издан в 1993 году одновременно на CD и виниловой пластинке. CD был снабжён буклетом, где кратко рассказывалось о каждой песне. Три последних композиции с CD на пластинке записаны не были, различались также обложки, выполненные художником Виталием Вальге.

## Список композиций
Музыка и текст — БГ, кроме специально отмеченных.
1. Голубой дворник (4:52)
2. Меня зовут Смерть (2:11)
3. Джунгли (5:24)
4. Ангел Всенародного Похмелья (2:36)
5. Козлы (3:26)
6. То, что я должен сказать (2:40) (А. Вертинский)
7. Танец (3:29)
8. 14 (3:45)
9. Встань у реки (3:28)
10. Глядя в телевизор (3:15)
11. Сестра (4:20)
12. Митин вальс[4] (3:02) (Б. Гребенщиков, С. Щураков) — инструментал
13. Сонет (Служенье муз)[4] (3:54) (Б. Гребенщиков — А. Гуницкий)
14. Серебро Господа Моего[4] (3:33)

## Участники записи
- Дюша — флейта (7, 14), фортепиано (1), голос (8—11, 14)
- Фан — бас (7—10), перкуссия (10)
- Сева — виолончель (7, 8, 10, 13)
- Пётр — барабаны (1, 7—9, 11)
- Ляпин — гитара (7—9, 11)
- Щураков — аккордеон (12)
- Березовой — бас (1, 12)
- БГ — голос, гитара
- Тит — бас (2, 3, 5, 11, 14)
- Алексей Рацен — барабаны (3, 5)
- Сакмаров — флейта (2), саксофон (3)
- Вихорев — перкуссия (2), контрабас (3)
- Решетин — скрипка (4)
- Зубарев — гитара (2, 5)
- Александр Беренсон — труба (11)
- Андрей Тропилло — классическая гитара (13)
- В. Цимбалист — тромбон (3)
- Е. Щуракова — домра (12)
- Ольга Эльдарова — арфа (1)
- Оркестранты Мосфильма — тромбон и труба (1)
- Звук — В. Венгеровский, О. Гончаров, В. Динов, В. Егоров, В. Лукичев, А. Мартисов, А. Рацен, М. Подтакуй, А. Тропилло